# Maria Gordon
Pour les articles homonymes, voir Gordon.
Maria Matilda Gordon (DBE), également connue sous le nom de May Ogilvie Gordon, née Ogilvie le 30 avril 1864 à Monymusk, Aberdeenshire, en Écosse, et morte le 24 juin 1939, à Londres, est une géologue, paléontologue et femme politique britannique. Elle est la première femme à obtenir un doctorat en sciences de l'université de Londres et la première femme docteur de l'université de Munich. Elle est également connue pour son engagement en faveur des droits des femmes et des enfants.

## Biographie
Maria Ogilvie est la fille aînée de Maria Matilda Nicol et d'Alexander Ogilvie, LL.D., directeur d'école. Elle a cinq frères et deux sœurs. La famille est éduquée et talentueuse : Maria a trois oncles haut placés dans le système scolaire écossais, et ses cinq frères se tailleront tous une place de choix dans la société victorienne de l'époque. Son frère aîné  Francis Grant Ogilvie (en) sera notamment directeur du Science Museum de Londres puis fait Knight Bachelor en 1920.
Sa famille s'installe à Aberdeen, lorsque son père prend la direction du Robert Gordon's College, en 1872,. À l'âge de 9 ans, Maria est envoyée à l'internat britannique (boarding school) où ses qualités académiques la placent première de l'école.
Elle fait des études secondaires brillantes à Édimbourg puis, à 18 ans, étudie le piano à la Royal Academy of Music de Londres, où elle montre des qualités prometteuses. Cependant, après un an, elle change de voie et choisit une carrière scientifique. Elle prépare alors une licence en sciences au Heriot-Watt College d’Édimbourg, et la termine à l'University College de Londres. Elle obtient son diplôme en 1890, avec une spécialisation en géologie, botanique et zoologie.
En 1891, elle tente de poursuivre ses études à l'université de Berlin mais sa candidature est refusée, car les femmes ne sont pas admises aux études supérieures en Allemagne, à l'époque. L'intercession d'amis et l'appui du baron Ferdinand von Richthofen, géologue et professeur à l'université, n'y font rien.
Dépité, le baron et sa femme accompagnent personnellement Maria Ogilvie à Munich où cette dernière suit, en auditrice libre, les cours de Karl von Zittel et de Richard Hertwig. Elle mène parallèlement des recherches sur les coraux récents et fossiles dans l'institut de von Zittel et de Hertwig, sans être pour autant être admise dans l'université à proprement parler. Au début, l'éminent Paul Heinrich von Groth lui refuse même l'entrée dans son laboratoire de minéralogie.
En juillet 1891, elle part en expédition avec von Richthofen et son épouse durant un séjour de cinq semaines dans les Dolomites. La femme de von Richthofen les accompagne pour se conformer aux mœurs de l'époque, qui considéraient comme indécente la fréquentation d'une femme et d'un homme non mariés.
C'est durant ce séjour dans les Dolomites qu'elle mène ses premières recherches géologiques. En 1893, elle obtient un doctorat en sciences en géologie à l'université de Londres puis en 1900 un doctorat de l'université de Munich, avec une mention en géologie, paléontologie et zoologie. Elle est, avec Agnes Kelly, la première femme à obtenir un doctorat de l'université de Munich.
En 1895, elle épouse John Gordon, un médecin d'Aberdeen. Ils ont quatre enfants, dont une enfant morte en bas âge. Ils nomment leur aîné Coral (« corail » en français), un prénom qui froisse les cercles qu'ils fréquentent à l'époque.

## Recherches
La quasi-totalité des recherches géologiques de Maria Gordon sont menées dans le Tyrol du Sud, une région des Alpes italiennes qui borde la frontière avec l'Autriche. Cette partie des Alpes fait partie du complexe géologique des Dolomites. Après avoir étudié la stratigraphie du complexe géologique et collecté de nombreux fossiles (dont des coraux datés au Trias), Maria Gordon propose une nouvelle théorie sur l'origine de ces montagnes : elle fait l'hypothèse qu'elles sont le résultat de déformations de la croûte terrestre (crust-torsion). Ses observations et ses mesures des structures géologiques des Dolomites lui permettent de déterminer notamment qu'il y a eu deux phases de déformation de leur structure. Ces propositions conduisent à une nouvelle interprétation de la structure tectonique de la chaîne des Alpes, jusqu'alors considérée comme d'anciens récifs de corail restés statiques.
Elle publie notamment Das Grödener-, Fassa- und Enneberggebiet in den Südtiroler Dolomiten en 1927, qui devient une référence pour la recherche dans cette région, notamment à cause de leur remarquable discussion sur la tectonique et la stratigraphie, illustrée par des cartes exceptionnelles. Elle publie Geologisches Wanderbuch der Westlichen Dolomiten en 1928. Au total, elle écrit plus de 30 articles basés sur ses recherches et ses découvertes dans cette région, dont certains sont considérés comme des œuvres fondatrices.
Elle traduit en 1901 un ouvrage de von Zittel, intitulé History of Geology and Palaeontology, moins de deux ans après la parution originale en allemand, ce qui est considéré à l'époque comme une contribution importante au domaine, et lui apporte une importante notoriété professionnelle. La Société géologique de Londres rend hommage à son travail en lui décernant sa médaille Lyell en 1932. En 1935, elle est honorée du titre de dame commandeur de l'ordre de l'Empire britannique et nommée docteur honoris causa de l'université d’Édimbourg.
Elle est considérée par certains comme la plus productive des femmes géologues sur le terrain, tous pays confondus, durant la période allant de la fin du XIXe siècle au début du XXe siècle. Son enthousiasme et sa perspicacité étaient notoires.

## Vie politique
Elle lutte pour la reconnaissance des droits des femmes. Elle préside un congrès du National Council of Women en 1914, qui demande une place pour les femmes dans les forces armées. Après la mort de son mari, en 1919, elle s'installe à Londres et s'engage dans la vie politique britannique, dans le parti libéral. Le 8 février 1922, elle est choisie comme candidate aux élections législatives par le parti de David Lloyd George dans la circonscription de Canterbury. Une élection générale est prévue pour novembre 1922, mais elle se retire le 3 novembre. Elle se présente aux élections générales de 1923, en tant que candidate libérale à Hastings, elle obtient la deuxième place, derrière le candidat conservateur, mais devant le candidat travailliste.
| Parti              | Candidat                          | Votes  | %    |
| Parti conservateur | Eustace Sutherland Campbell Percy | 11 914 | 52,6 |
| Parti libéral      | Maria Gordon                      | 5 876  | 25,9 |
| Parti travailliste | W. Richard Davies                 | 4 859  | 21,5 |
|                    | Taux de participation             |        | 76,4 |
| ------------------ | --------------------------------- | ------ | ---- |

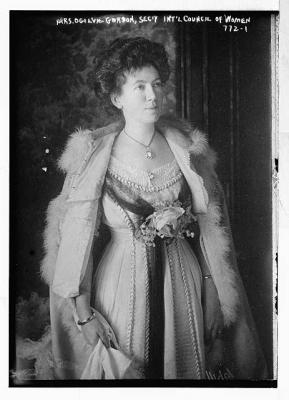
Maria Gordon au Conseil international des femmes.

En tant que militante pour les droits des femmes, elle est élue vice-présidente du Conseil international des femmes, présidente d'honneur de l'Associated Women's Friendly Society et de la National Women's Citizens Association. En sa qualité de présidente du National Council of Women of Great Britain (en) de 1916 à 1920, elle joue un rôle important dans l'après-Première Guerre mondiale concernant les négociations de ce Conseil pour la représentation des femmes au sein de la Société des Nations.
Engagée en faveur des droits des enfants, elle écrit notamment en 1908 Handbook of Employment for Boys and Girls, dans lequel elle défend ardemment le droit des jeunes de grandir dans un environnement paisible. Elle organise même des expositions itinérantes soulignant l'importance du soin apporté aux enfants.

## Hommages et distinctions
- Membre de la Société géologique de Londres
- 1932 : médaille Lyell de la Société géologique de Londres
- 1935 : Dame commandeur de l'ordre de l'Empire britannique (DBE)
- LL.D honoris causa de l'université d'Édimbourg
- En l'an 2000, pour commémorer sa contribution à la paléontologie, une espèce éteinte de fougères nouvellement découverte a été nommée en son honneur. L'espèce, baptisée Gordonopteris lorigae rend également hommage à Carmela Loriga Broglio. Le fossile de la plante a été découvert dans des sédiments datant du Trias, dans les Dolomites.
- Une salle de la bibliothèque de l'université de Munich, qui abrite la collection de cartes du département de géologie, est nommée Maria-Ogilvie-Gordon-Raum (salle Maria-Ogilvie-Gordon) en son honneur[16].
- En 2021, sur Mars, l'astromobile Curiosity s'engage dans un défilé entre deux hautes buttes-témoins décamétriques d'érosion éolienne, au pied du mont Sharp dans le cratère Gale. Les scientifiques de la NASA dénomment ce passage Maria Gordon Notch (col Maria Gordon), en l'honneur de la géologue[17],[18].